# 安倉 (宝塚市)
安倉（あくら）は兵庫県宝塚市の地名。安倉北、安倉中、安倉西、安倉南の4つの大字があり、それぞれ順に1-5丁目、1-6丁目、1-4丁目、1-4丁目までが存在する。郵便番号は、安倉北が665-0821、安倉中が665-0822、安倉西が665-0825、安倉南が665-0823。

## 概要
安倉は1954年まで宝塚町の一部であったが、1954年4月1日に宝塚市の一部となった。

## 世帯数と人口
2022年（令和4年）10月1日現在の世帯数と人口は以下の通りである。
| 町丁         | 世帯数    | 人口     |
| ------------ | --------- | -------- |
| 安倉北一丁目 | 115世帯   | 222人    |
| 安倉北二丁目 | 334世帯   | 747人    |
| 安倉北三丁目 | 349世帯   | 692人    |
| 安倉北四丁目 | 11世帯    | 33人     |
| 安倉北五丁目 | 41世帯    | 103人    |
| 安倉中一丁目 | 166世帯   | 376人    |
| 安倉中二丁目 | 315世帯   | 646人    |
| 安倉中三丁目 | 217世帯   | 422人    |
| 安倉中四丁目 | 423世帯   | 849人    |
| 安倉中五丁目 | 569世帯   | 1,322人  |
| 安倉中六丁目 | 185世帯   | 437人    |
| 安倉西一丁目 | -         | -        |
| 安倉西二丁目 | 628世帯   | 1,091人  |
| 安倉西三丁目 | 274世帯   | 388人    |
| 安倉西四丁目 | 345世帯   | 674人    |
| 安倉南一丁目 | 498世帯   | 1,008人  |
| 安倉南二丁目 | 334世帯   | 726人    |
| 安倉南三丁目 | 549世帯   | 1,001人  |
| 安倉南四丁目 | 827世帯   | 2,015人  |
| 計           | 6,180世帯 | 12,752人 |

## 小・中学校の学区
市立小・中学校に通う場合、学区は以下の通りとなる。
| 町丁         | 小学校               | 中学校             |
| ------------ | -------------------- | ------------------ |
| 安倉北一丁目 | 宝塚市立小浜小学校   | 宝塚市立安倉中学校 |
| 安倉北二丁目 | 宝塚市立安倉北小学校 | 宝塚市立安倉中学校 |
| 安倉北三丁目 | 宝塚市立安倉北小学校 | 宝塚市立安倉中学校 |
| 安倉北四丁目 | 宝塚市立安倉北小学校 | 宝塚市立安倉中学校 |
| 安倉北五丁目 | 宝塚市立安倉北小学校 | 宝塚市立安倉中学校 |
| 安倉中一丁目 | 宝塚市立安倉北小学校 | 宝塚市立安倉中学校 |
| 安倉中二丁目 | 宝塚市立安倉北小学校 | 宝塚市立安倉中学校 |
| 安倉中三丁目 | 宝塚市立安倉北小学校 | 宝塚市立安倉中学校 |
| 安倉中四丁目 | 宝塚市立安倉小学校   | 宝塚市立安倉中学校 |
| 安倉中五丁目 | 宝塚市立安倉北小学校 | 宝塚市立安倉中学校 |
| 安倉中六丁目 | 宝塚市立安倉小学校   | 宝塚市立安倉中学校 |
| 安倉西一丁目 | 宝塚市立小浜小学校   | 宝塚市立安倉中学校 |
| 安倉西二丁目 | 宝塚市立安倉小学校   | 宝塚市立安倉中学校 |
| 安倉西三丁目 | 宝塚市立安倉小学校   | 宝塚市立安倉中学校 |
| 安倉西四丁目 | 宝塚市立安倉小学校   | 宝塚市立安倉中学校 |
| 安倉南一丁目 | 宝塚市立安倉小学校   | 宝塚市立安倉中学校 |
| 安倉南二丁目 | 宝塚市立安倉小学校   | 宝塚市立安倉中学校 |
| 安倉南三丁目 | 宝塚市立安倉小学校   | 宝塚市立安倉中学校 |
| 安倉南四丁目 | 宝塚市立安倉小学校   | 宝塚市立安倉中学校 |

## 施設
- 宝塚IC
- 安倉高塚古墳